# Common Clay
Common Clay ist ein US-amerikanischer Filmdrama aus dem Jahr 1930 mit Constance Bennett in der Hauptrolle.

## Handlung
Ellen Neal wird zu Beginn der verwickelten und nach heutigen Maßstäben mehr als unglaubwürdigen Handlung bei einer Razzia in einem Lokal, das trotz der Prohibition alkoholische Getränke ausschenkt, festgenommen. Sie wird wegen unmoralischen Verhaltens angeklagt und der Richter erklärt ihr mit mahnenden Worten, dass sie als Prostituierte enden würde, wenn sie weiterhin in einer solch schlechten Umgebung arbeiten würde. Ellen geht daraufhin in sich und nimmt eine Stellung als Hausangestellte bei den Fullertons an, einer respektablen Familie der sogenannten Besseren Gesellschaft. Bald schon wird sie allerdings von den männlichen Familienmitgliedern sexuell belästigt. Besonders der älteste Sohn der Fullertons, Hugh, glaubt in Ellen ein Mädchen mit lockerem Lebenswandel und laxen Moralvorstellungen vor sich zu haben. Beide haben eine heftige Auseinandersetzung und über kurz oder lang verlieben sich die beiden ineinander. Hugh geht zurück ans College und Ellen entdeckt, dass sie schwanger ist.
Nachdem Ellen heim zu ihrer Familie gekehrt ist, erfährt sie, selber die illegitime Tochter aus einer vorherigen Beziehung ihrer Mutter zu sein. Ellen will daraufhin Gerechtigkeit von den Fullertons und verlangt die Anerkennung ihres ungeborenen Kindes. Die Fullertons behandeln Ellen wie eine Erpresserin und bitten den befreundeten Richter Filson, die Angelegenheit mit Geld und möglichst diskret zu regeln. Filson ist jedoch überrascht, in Ellen eine wohlerzogene junge Frau mit aufrechten Moralvorstellungen vorzufinden. Der empfindet rasch Sympathie für sie und schlägt den Fullertons vor, das Kind anzuerkennen. Inzwischen hat auch Hugh von der Angelegenheit erfahren und will Ellen wiedersehen. Das passt jedoch dem Oberhaupt der Familie nicht, und er verweigert jede einvernehmliche Lösung.
Ellen wird Mutter und geht daraufhin vor Gericht. Dort kommt es im Verlauf der turbulenten Verhandlung zu einigen überraschenden Enthüllungen. So gesteht Mrs. Neal im Zeugenstand, gar nicht die Mutter von Ellen zu sein. Ellen sei in Wahrheit das Kind einer guten Freundin mit einem jungen Jurastudenten, der von seiner Familie jedoch an der Ehe gehindert worden sei. Aus Schande sei die Freundin gestorben und Mrs. Neal habe das Kind als eigenes aufgezogen. Während der Aussage schwenkt die Kamera auf das Gesicht von Richter Filson, der plötzlich in Ellen seine Tochter erkennt. Vater und Tochter fallen sich in die Arme. Die Fullertons sind jetzt, da Ellen eine der ihren ist, bereit, sie aufzunehmen. Doch Ellen hält vor Gericht eine leidenschaftliche Rede, in der sie die Doppelmoral und die Bigotterie der sogenannten besseren Gesellschaft entlarvt. Am Ende finden Ellen und Hugh doch noch zueinander.

## Hintergrund
Der Film war mit Einnahmen von 1.700.000 US-Dollar und einem Profit von 885.000 US-Dollar die finanziell erfolgreichste Produktion des Jahres für die Fox Film Corporation, die zunehmend von der sich verschärfenden Wirtschaftskrise erfasst wurde. Gleichzeitig etablierte er Constance Bennett als bedeutenden Star. Bennett schuf mit der Rolle einen Typus, den sie in den folgenden zwei Jahren noch oft darstellen sollte: die ledige junge Mutter, die mit Charme, Disziplin und Witz einen Ehemann und ihren Platz in der Gesellschaft findet: Born to Love, The Common Law und Rockabye brachten sie am Ende an der Seite von Joel McCrea vor den Traualtar. In anderen Variationen war sie auf der Suche nach ihrem wahren Vater: Bought und Bed of Roses schildern ihren Kampf um die Wahrheit.
Darüber hinaus war Common Clay stilbildend für das Genre des confession film, der während der Weltwirtschaftskrise hauptsächlich das weibliche Kinopublikum anlockte. Meist drehen sich die Filme um die Probleme von Frauen, die durch eine Liebesgeschichte mit einem charakterlich schwachen Mann in Probleme geraten. Am Ende landen die Frauen auf der Straße, um sich und ihre Kinder und/oder Familie zu ernähren. Helen Hayes in Die Sünde der Madelon Claudet oder Marlene Dietrich in Blonde Venus variierten die Thematik. Oft wurden die Frauen auch die Geliebte von älteren Männern oder gingen unwürdigen Beschäftigungen nach, um zu überleben: Barbara Stanwyck in Shopworn, Constance Bennett in Herz am Scheideweg. Meist versuchten die Frauen, ihren Kindern die illegitime Herkunft zu verbergen: Kay Francis in I Found Stella Parrish und Der Erbe des Hauses Farrington, Irene Dunne in The Secret of Madame Blanche, Ruth Chatterton in Madame X sowie Frisco Jenny oder Ann Harding in The Life of Vergie Winters. Häufig führte der Weg zurück zum eigenen Kind für die Frauen über eine Eheschließung mit dem Adoptivvater: Ruth Chatterton in Wiegenlied, Ann Harding in Devotion und Gallant Lady, Barbara Stanwyck in Always Goodbye, dem Remake von Gallant Lady.
The Common Clay wurde 1936 unter dem Titel Private Number erneut mit Loretta Young und Robert Taylor in den Hauptrollen verfilmt.